# Celastrina
Celastrina är ett släkte av fjärilar som beskrevs av Tutt 1906. Celastrina ingår i familjen juvelvingar.

## Bildgalleri

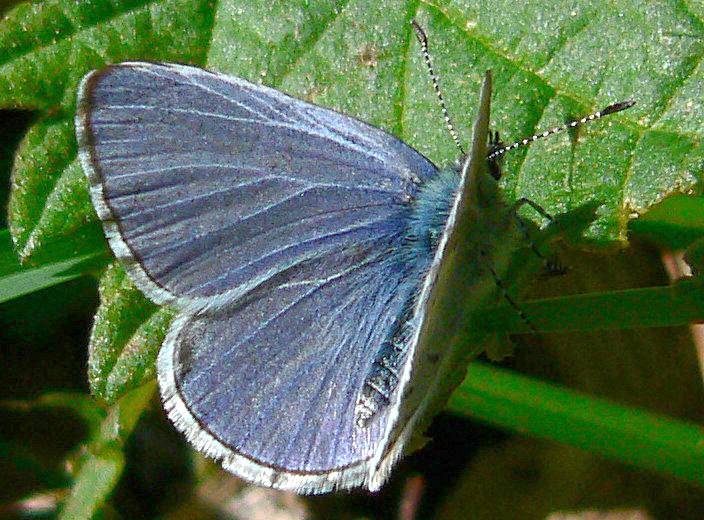
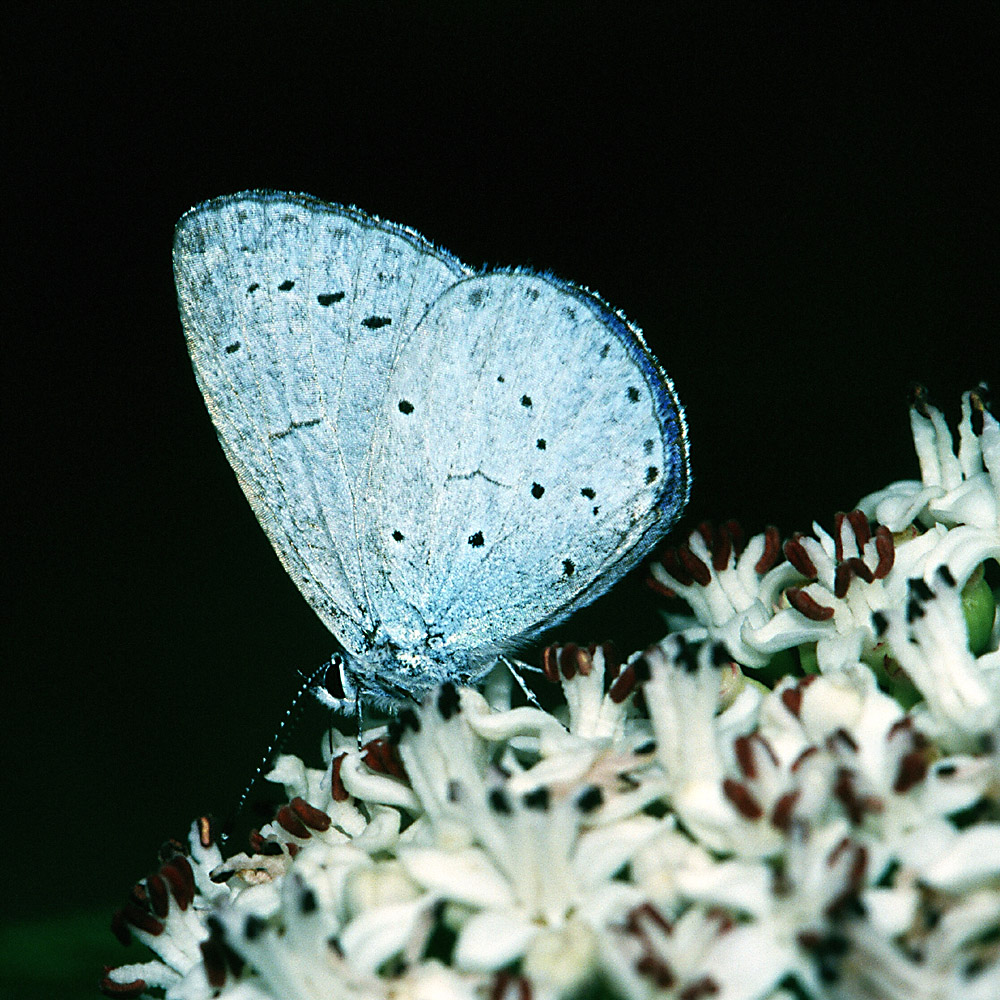

## Dottertaxa tillCelastrina, i alfabetisk ordning[1][2]
- Celastrina acis
- Celastrina admirabilis
- Celastrina ainonica
- Celastrina albocaeruleoides
- Celastrina albocoeruleus
- Celastrina albocoeruloides
- Celastrina algernoni
- Celastrina algirica
- Celastrina alta
- Celastrina amadis
- Celastrina anteatrata
- Celastrina antidisconulla
- Celastrina aquilina
- Celastrina argalus
- Celastrina argentata
- Celastrina argiolus
- Celastrina argrophontes
- Celastrina aristinus
- Celastrina aristius
- Celastrina arizonensis
- Celastrina arletta
- Celastrina aroana
- Celastrina arsina
- Celastrina astarga
- Celastrina baileyi
- Celastrina bakeri
- Celastrina bieneri
- Celastrina bothrioides
- Celastrina briga
- Celastrina britanna
- Celastrina calidogenita
- Celastrina camenae
- Celastrina canicularis
- Celastrina caphis
- Celastrina cardia
- Celastrina carna
- Celastrina catius
- Celastrina cerima
- Celastrina ceyx
- Celastrina chloe
- Celastrina cinerea
- Celastrina cleobis
- Celastrina clothales
- Celastrina c-nigrum
- Celastrina coalita
- Celastrina confusa
- Celastrina corythus
- Celastrina cossa
- Celastrina cossaea
- Celastrina cowani
- Celastrina crimissa
- Celastrina cyaniris
- Celastrina cyma
- Celastrina dipora
- Celastrina distanti
- Celastrina dohertyi
- Celastrina ebenina
- Celastrina echo
- Celastrina elioti
- Celastrina euphon
- Celastrina evansi
- Celastrina expansa
- Celastrina filipjevi
- Celastrina gigas
- Celastrina gozora
- Celastrina gregoryi
- Celastrina grisescens
- Celastrina hegesias
- Celastrina heringi
- Celastrina herophilus
- Celastrina hersilia
- Celastrina himilcon
- Celastrina hoenei
- Celastrina howarthi
- Celastrina huegeli
- Celastrina intensa
- Celastrina irenae
- Celastrina isabella
- Celastrina ishigakiana
- Celastrina iynteana
- Celastrina kawazoei
- Celastrina klossi
- Celastrina kobei
- Celastrina kyushuensis
- Celastrina ladon
- Celastrina ladonides
- Celastrina lavendularis
- Celastrina leei
- Celastrina lenya
- Celastrina lenzeni
- Celastrina levettii
- Celastrina limbata
- Celastrina lombokensis
- Celastrina maculispostcarens
- Celastrina manchurica
- Celastrina marata
- Celastrina margarelon
- Celastrina marginata
- Celastrina marginatus
- Celastrina matanga
- Celastrina mauretanica
- Celastrina melaena
- Celastrina melanoides
- Celastrina microdes
- Celastrina midare
- Celastrina mixta
- Celastrina moorea
- Celastrina morsheadi
- Celastrina musina
- Celastrina negesander
- Celastrina neodilecta
- Celastrina nigra
- Celastrina nigrescens
- Celastrina nix
- Celastrina nunenmacheri
- Celastrina nuydai
- Celastrina oreana
- Celastrina oreas
- Celastrina oreoides
- Celastrina oviana
- Celastrina pambui
- Celastrina paracatius
- Celastrina parvipuncta
- Celastrina parvula
- Celastrina pellax
- Celastrina pendleburyi
- Celastrina perplexa
- Celastrina placidula
- Celastrina polemica
- Celastrina prattorum
- Celastrina pseudargiolus
- Celastrina puspargiolus
- Celastrina sabatina
- Celastrina sachalinensis
- Celastrina sauteri
- Celastrina scharffi
- Celastrina septentrionalis
- Celastrina shelleni
- Celastrina shirozui
- Celastrina sidara
- Celastrina sikkima
- Celastrina singalensis
- Celastrina snelleni
- Celastrina sonchus
- Celastrina subtusradiata
- Celastrina sugitanii
- Celastrina tanarata
- Celastrina thersanon
- Celastrina thorida
- Celastrina ussuriensis
- Celastrina valeria
- Celastrina violacea
- Celastrina vipia
- Celastrina xanthippe
- Celastrina yunnana